# Крос (річка)

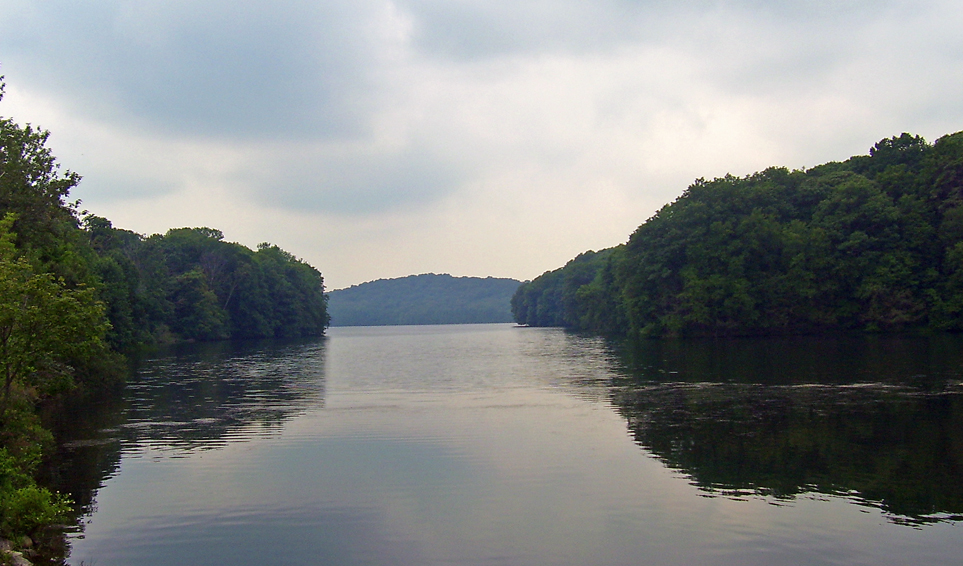

Крос також Крос-Ривер, Ойоно, в Камеруні — Манью (англ. Cross River, Oyono, Manyu River) — річка в Західній Африці, бере початок у Камеруні, тече через департамент Манью на захід до Нігерії. Повертає на південь та відокремлює нігерійський штат Крос-Ривер від західніших Ебоні та Аква-Ібом, впадає в Гвінейську затоку. Одним з основних етносів, що населяють береги річки Крос є народ ефік.
Від назви річки Крос походить англійська назва річкової горили, відомої також як горила Крос-Ривер (англ. Cross River gorilla), що є одним із чотирьох підвидів горил.

## Притоки
- Онвул

## Прибережні міста
- Мамфе (Камерун)
- Іком
- Афікпо
- Орон (Нігерія)
- Калабар

## Фауна
- Річкова горила